# Provincie Huesca
Huesca (aragonsky: Uesca, katalánsky: Osca), oficiálně Huesca/Uesca, je provincie v severovýchodním Španělsku, na severu autonomního společenství Aragonie (hl. m. Huesca).

## Geografie
Leží jižně od centrálních Pyrenejí, hraničí s Francií (departmenty Pyrénées-Atlantiques a Hautes-Pyrénées). Ve Španělsku hraničí s autonomním společenstvím Navarra a s provinciemi Zaragoza a Lleida (dř. Lérida). Provincie Huesca má celkový počet obyvatel přibližně 229 tisíc a rozlohu 15 626 km² s převážně hornatým povrchem. Téměř čtvrtina obyvatel žije v hlavním městě. Provincie má řídké osídlení, 14 obyv./km².
Nejvyššími horami v kraji jsou Pyreneje (Aneto) s věčnými ledovci jako Monte Perdido; a s Národními parky Ordesa a Monte Perdido. Hory jsou populární mezi horolezci, jeskyňáři, piloty padákových kluzáků a raftaři. Leží zde i populární střediska zimních sportů jako Candanchú, Formigal, Astún, Panticosa a Cerler.

## Historie
Římané kolonizovali provincii, tvořící severní část římské provincie Hispania Tarraconensis, a žili zde až do 5. století, do příchodu Vizigótů. Protože šlo o horský pohraniční kraj, těžko se ovládal. Severní hrabství patřila načas království Navarrskému, ale odtrhly se, a odolaly maurským vpádům ve středověku tak, že se spojily navzájem a přidaly se k Franské říši – vytvořily franské pohraniční marky. Imperativ nezávislosti severních hrabství dal vzniknout království Aragonskému, z nějž se vyvinula říše Aragonské korunyy a následně království Španělské. V provincii leží mj. comarca Sobrarbe, která byla kdysi stejnojmenným hrabstvím, jenž je (částečně) legendárním předchůdcem Aragonie (viz znak autonomního společenství Aragonie – v 1. zlatém poli je zelený dub s červeným křížem, který zastupuje Sobrarbe).

## Administrativní členění
Současná provincie je tvořena 10 comarkami a 202 municipalitami.
| Název comarcy          | Hlavní město           |
| ---------------------- | ---------------------- |
| Alto Gállego           | Sabiñánigo             |
| Bajo Cinca             | Fraga                  |
| Cinca Medio            | Monzón                 |
| Hoya de Huesca         | Huesca                 |
| Jacetania              | Jaca                   |
| La Litera              | Tamarite de Litera     |
| Monegros               | Sariñena               |
| Ribagorza              | Graus, dříve Benabarre |
| Sobrarbe               | Ainsa a Boltaña        |
| Somontano de Barbastro | Barbastro              |

## Jazyky
Hlavní řečí v provincii je španělština, ale sever a střed provincie užíval aragonské varianty (aragonštiny), která dnes přežívá hlavně v nejsevernějších comarkách, jako je Aragonské údolí v Jacetanii, Alto Gallego, Sobrarbe, a Ribagorza, kde některé izolované vesnice pomohly tomuto jazyku dožít se 21. století. V nejvýchodnější části provincie se hovoří nářečími katalánštiny, a přechodnými variantami, které je obtížné zařadit jako aragonštinu nebo katalánštinu.

## Symboly provincie

### Znak
Čtvrcený štít (2x dělen), představující osm soudních okresů: 1) v červeném poli zlatý (?) patriarší kříž, provázený v rozích čtyřmi hlavami maurských králů (Jaca); 2) polceno, a) Aragonie, b) ve sb. zelený strom, modrý štítek (se zl. lilií? - Fraga); 3) ve stříbře korunovaný aragonský štítek, provázený po stranách dvěma červenými lvy, nahoře a dole provázený vždy po jednom přirozeném kamenném hradu (Benabarre); 4) v modrém stříbrná kuše se zlatou tětivou a obloukem, provázená pěti aragonskými štítky (Sariñena); 5) ve stříbře keř tamaryšku mezi dvěma korunovanými aragonskými štítky (Tamarite); 6) v zeleném vousatý vpřed hledící muž (poprsí) mezi pěti aragonskými štítky (1, 2, 2) (Barbastro); 7) ve zlatě kamenný hrad, převýšený křížem, z nějž ční dub, nad věží je stuha (?-homenaje) s heslem "Haec est victoria nostra" (Boltaña). Srdeční štítek se znakem hl. města Huesca - stříbrný jezdec se zbrojí a kopím v čv. poli /skáče doleva/, ve volné čtvrti zlatá mitra, v patě heslo Urbs Vitrix Osca (v praxi pouze zkratka V. V. OSCA).
Klenot: otevřená královská koruna. Znak byl přijat 10. května 1957.

### Vlajka
Bílý list s červeným křížem (symbol sv. Jiří shodně jako na vlajkách ostatních dvou aragonských provincií Teruel a Zaragoza) se znakem ve středu listu.